# Светска лига у ватерполу за жене
Светска лига у ватерполу за жене (енгл. FINA Water Polo World League) је репрезентативно такмичење које организује ФИНА. Такмичење се одржава сваке године, а прво издање је приређено 2004. у Лонг Бичу. До данас највише успеха имала је Женска ватерполо репрезентација Сједињених Америчких Држава, која је на 16 досад одржаних такмичења победила 13 пута. 

## Досадашња издања
| Година       | Домаћин                | Злато  | Сребро     | Бронза     |
| ------------ | ---------------------- | ------ | ---------- | ---------- |
| 2004. детаљи | Лонг Бич               | САД    | Мађарска   | Италија    |
| 2005. детаљи | Кириши                 | Грчка  | Русија     | Аустралија |
| 2006. детаљи | Атина                  | САД    | Италија    | Русија     |
| 2007. детаљи | Монтреал               | САД    | Аустралија | Грчка      |
| 2008. детаљи | Санта Круз де Тенерифе | Русија | САД        | Аустралија |
| 2009. детаљи | Кириши                 | САД    | Канада     | Аустралија |
| 2010. детаљи | Сан Дијего             | САД    | Аустралија | Грчка      |
| 2011. детаљи | Тјенцин                | САД    | Италија    | Аустралија |
| 2012. детаљи | Чангшу                 | САД    | Аустралија | Грчка      |
| 2013. детаљи | Пекинг                 | Кина   | Русија     | САД        |
| 2014. детаљи | Куншан                 | САД    | Италија    | Аустралија |
| 2015. детаљи | Шангај                 | САД    | Аустралија | Холандија  |
| 2016. детаљи | Шангај                 | САД    | Шпанија    | Аустралија |
| 2017. детаљи | Шангај                 | САД    | Канада     | Русија     |
| 2018. детаљи | Куншан                 | САД    | Холандија  | Русија     |
| 2019. детаљи | Будимпешта             | САД    | Италија    | Русија     |

## Биланс медаља
| Ранг | Држава     | Злато | Сребро | Бронза | Укупно |
| 1.   | САД        | 13    | 1      | 1      | 15     |
| 2.   | Русија     | 1     | 2      | 4      | 7      |
| 3.   | Грчка      | 1     | —      | 4      | 5      |
| 4.   | Кина       | 1     | —      | —      | 1      |
| 5.   | Аустралија | —     | 4      | 6      | 10     |
| 6.   | Италија    | —     | 3      | 1      | 4      |
| 7.   | Канада     | —     | 2      | —      | 2      |
| 8.   | Холандија  | —     | 1      | 1      | 2      |
| 9.   | Мађарска   | —     | 1      | —      | 1      |
| 9.   | Шпанија    | —     | 1      | —      | 1      |